# スタインウェイ・ミュージカル・インスツルメンツ
スタインウェイ・ミュージカル・インスツルメンツ (Steinway Musical Instruments, Inc.) は、アメリカ合衆国の総合楽器製造及び販売企業複合体である。傘下に多くの楽器メーカー、ブランドを持ち、その規模は世界最大級である。
傘下のメーカーはピアノ、木管楽器、金管楽器、打楽器、弦楽器、各アクセサリーメーカーと、全方面にまたがる。中心ブランドはスタインウェイ等。

## 沿革
- 1995年5月、セルマー (The Selmer Company) 等のブランドを持つセルマー・インダストリーズ (Selmer Industries) がスタインウェイ・アンド・サンズの親会社に相当するSteinway Musical Propertiesを買収。
- 1996年8月、スタインウェイ・ミュージカル・インスツルメンツ (Steinway Musical Instruments) として発足。
- 1997年1月、フルートメーカーのエマーソン (Emerson) を買収。
- 1998年12月、ピアノ鍵盤メーカーのクルーゲ（Kluge）を買収。
- 1999年3月、ニューヨークのピアノショールーム兼コンサートホールの『スタインウェイ・ホール』 ("Steinway Hall") を再取得。
- 1999年11月、ピアノプレートメーカーのO.S. Kellyを買収。
- 2000年1月、ドイツのピアノショールーム、Pianohaus Karl Langを買収。
- 2000年9月、ユナイテッド・ミュージカル・インスツルメンツ (United Musical Instruments, Inc.) を買収。
- 2003年1月、グループ内ブランドを再編し、コーン・セルマー (Conn-Selmer, Inc.) が発足する。
- 2004年8月、ルブラン (Leblanc) グループを買収し、コーン・セルマーに編入する。
- 2013年8月、投資ファンド「ポールソン・アンド・カンパニー」に買収される[2]。

## ブランド
コーン・セルマー内のブランドについては
- スタインウェイ・アンド・サンズ
  - ボストンピアノ
  - エセックスピアノ